# Pleomothra
Famille
Genre
Pleomothra est un genre de rémipèdes, le seul de la famille des Pleomothridae.

## Distribution
Les espèces de ce genre sont endémiques des Bahamas.

## Liste des espèces
Selon World Register of Marine Species (13 décembre 2017) :
- Pleomothra apletocheles Yager, 1989
- Pleomothra fragilis Koenemann, Ziegler & Iliffe, 2008

## Publications originales
- Yager, 1989 : Pleomothra apletocheles and Godzilliognomus frondosus, two new genera and species of remipede crustaceans (Godzilliidae) from anchialine caves of the Bahamas. Bulletin of Marine Science, vol. 44, no 3, p. 1195-1206.
- Hoenemann, Neiber, Humphreys, Iliffe, Li, Schram & Koenemann, 2013 : Phylogenetic analysis and systematic revision of Remipedia (Nectiopoda) from Bayesian analysis of molecular data. Journal of Crustacean Biology, vol. 33, no 5, p. 603-619 (texte intégral).